# Hôpital d'Estaing
Pour les articles homonymes, voir Estaing.
L'hôpital d'Estaing ou CHU Estaing est un hôpital situé à Clermont-Ferrand, dans le Puy-de-Dôme. Il fait partie du CHU de Clermont-Ferrand.

## Domaines d'intervention
Le site possède une capacité de 525 lits. Il regroupe quatre grands pôles:
- Un pôle gynécologie obstétrique et reproduction humaine ;
- Un pôle pédiatrie ;
- Un pôle digestif ;
- Un pôle spécialités médico-chirurgicales.

Environ 1 700 agents y travaillent[réf. nécessaire]. 

## Le bâtiment
Le CHU Estaing a été construit entre février 2003 et mars 2010 pour y transférer les services jusque-là situés à l'Hôtel-Dieu. Les autres services du CHU de Clermont-Ferrand sont situés à l'hôpital Gabriel-Montpied.
Le bâtiment a coûté 138,5 millions d'euros. Sa superficie est de 70 000 m2.
Le nouvel hôpital a été construit dans le quartier République, sur un ancien site industriel Michelin (l'usine d'Estaing).
Il se trouve à proximité de la ligne de tramway A et du stade Marcel-Michelin.
La faculté de chirurgie dentaire de Clermont-Ferrand se situe sur le terrain du CHU.